# Kombinacja norweska na Mistrzostwach Świata w Narciarstwie Klasycznym 1962
Zawody w kombinacji norweskiej na XVI Mistrzostwach Świata w Narciarstwie Klasycznym odbyły się w dniach 19–20 lutego 1962 w polskim Zakopanem.

## Wyniki

### Skocznia normalna/15 km
- Data: 19/20 lutego 1962

| Medal | Zawodnik                  | Państwo        | Wynik  |
| ----- | ------------------------- | -------------- | ------ |
|       | Arne Larsen               | Norwegia       | 454,33 |
|       | Dmitrij Koczkin           | ZSRR           | 448,77 |
|       | Ole Henrik Fagerås        | Norwegia       | 442,25 |
| 4     | Tormod Knutsen            | Norwegia       | 424,65 |
| 5     | Michaił Priachin          | ZSRR           | 423,97 |
| 6     | Willi Köstinger           | Austria        | 421,05 |
| 7     | Lars Dahlqvist            | Szwecja        | 414,05 |
| 8     | Pekka Ristola             | Finlandia      | 414,03 |
| 9     | Edi Lengg                 | RFN            | 411,21 |
| 10    | Yōsuke Etō                | Japonia        | 411,00 |
| 11    | Enzo Perin                | Włochy         | 405,55 |
| 12    | Štefan Olekšák            | Czechosłowacja | 404,95 |
| 13    | Pertti Tiitta             | Finlandia      | 396,46 |
| 14    | Alois Kälin               | Szwajcaria     | 394,21 |
| 15    | Klaus Goldhahn            | NRD            | 394,15 |
| ...   |                           |                |        |
| 19    | Andrzej Staszel-Polankowy | Polska         | 382,18 |
| 26    | Józef Karpiel             | Polska         | 368,25 |
| 28    | Jerzy Kuroczka            | Polska         | 364,89 |
| DNF   | Józef Gąsienica Daniel    | Polska         | -      |